# Rita Binti Gani
Rita Binti Gani (Sabah, 1977. május 11. –) malajziai nemzetközi női labdarúgó-játékvezető.	

## Pályafutása
A FAM Játékvezető Bizottságának (JB) minősítésével a Premier League játékvezetője. A nemzeti női labdarúgó bajnokságban kiemelkedően foglalkoztatott bíró.
A Maláj labdarúgó-szövetség JB terjesztette fel nemzetközi játékvezetőnek, a Nemzetközi Labdarúgó-szövetség (FIFA) 2006-tól tartja nyilván női bírói keretében. A FIFA JB központi nyelvei közül a angolt beszéli. Több nemzetek közötti válogatott (Női labdarúgó-világbajnokság, Női Ázsia-kupa, Algarve-kupa), valamint klubmérkőzést vezetett, vagy működő társának 4. bíróként segített.
A FIFA JB 2015. márciusában nyilvánosságra hozta annak a 29 játékvezetőnek (22 közreműködő valamint 7 tartalék, illetve 4. bíró) és 44 asszisztensnek a nevét, akik közreműködhettek Kanadában a 2015-ös női labdarúgó-világbajnokságon. A kijelölt játékvezetők és asszisztensek 2015. június 26-án Zürichben, majd két héttel a világtorna előtt Vancouverben vettek rész továbbképzésen, egyben végrehajtották a szokásos elméleti és fizikai Cooper-tesztet. Selejtező mérkőzéseket az AFC zónában vezetett. A 2014-es női Ázsia-kupa labdarúgó torna egyben minősítője volt a 2015-ös női labdarúgó-világbajnokságnak. Világbajnokságon vezetett mérkőzéseinek száma: 1.
| Időpont          | Helyszín                    | Mérkőzés típusa              | Mérkőzés      | Eredmény | Nézők száma |
| ---------------- | --------------------------- | ---------------------------- | ------------- | -------- | ----------- |
| 2015. június 12. | BC Place Stadion, Vancouver | csoportmérkőzés (C. csoport) | Svájc–Ecuador | 10 – 1   | 31 441      |

A 2014-es női Ázsia-kupa labdarúgó tornán az AFC JB bíróként és 4. játékvezetőként foglalkoztatta.
| Időpont         | Helyszín                             | Mérkőzés típusa              | Mérkőzés                                    | Eredmény | Nézők száma |
| --------------- | ------------------------------------ | ---------------------------- | ------------------------------------------- | -------- | ----------- |
| 2014. május 15. | Thống Nhất Stadion, Ho Si Minh-város | csoportmérkőzés (B. csoport) | Kína–Thaiföld                               | 7 – 0    | 300         |
| 2014. május 19. | Gò Đậu Stadion, Thủ Dầu Một          | csoportmérkőzés (B. csoport) | Thaiföldi női labdarúgó-válogatott–Malajzia | 2 – 1    | 1200        |
| 2014. május 22. | Thống Nhất Stadion, Ho Si Minh-város | egyik negyeddöntő            | Dél-Korea–Ausztrália                        | 1 – 2    | 700         |

A 2016. évi nyári olimpiai játékokon a FIFA JB bírói szolgálatra jelölte.
| Időpont            | Helyszín                      | Mérkőzés típusa              | Mérkőzés             | Eredmény | Nézők száma |
| ------------------ | ----------------------------- | ---------------------------- | -------------------- | -------- | ----------- |
| 2016. augusztus 3. | Arena de São Paulo, São Paulo | csoportmérkőzés (F. csoport) | Zimbabwe–Németország | 1 – 6    | 20 521      |

A 2014-es Algarve-kupa labdarúgó tornán a FIFA JB játékvezetőként vette igénybe szolgálatát. 
| Időpont           | Helyszín                    | Mérkőzés típusa              | Mérkőzés                                | Eredmény |
| ----------------- | --------------------------- | ---------------------------- | --------------------------------------- | -------- |
| 2014. március 7.  | Bela Vista Stadion, Parchal | csoportmérkőzés (C. csoport) | Portugália–Oroszország                  | 1 – 3    |
| 2014. március 10. | Városi Stadion, Lagos       | csoportmérkőzés (A. csoport) | Kínai női labdarúgó-válogatott–Izland   | 0 – 1    |
| 2014. március 12. | Bela Vista Stadion, Parchal | 9. helyért                   | Orosz női labdarúgó-válogatott–Norvégia | 1 – 0    |

2014-ben az Ázsiai Labdarúgó-szövetség (AFC) JB az Év Női Játékvezetője címmel és elismerő serleggel ismerte el felkészültségét.